# Maximilian Buhk
Maximilian Buhk, född 9 december 1992 i Reinbek, är en tysk racerförare.